# Big Youth
Manley Augustus Buchanan (Trenchtown, Kingston, Jamaica), 1949. április 19. művésznevén Big Youth (néha Jah Youth), jamaicai deejay, főleg az 1970-es években volt aktív.
1970-ben kezdett fellépni Lord Tippertone's sound system-jében. Zenéjét nagyban befolyásolta U-Roy munkája. Első kislemeze, melyeket Lee Perrynek  ("Mooving Version") és Phil Prattnek ("Tell It Black") készített, nem arattak nagy sikert. 1971-ben jelent meg az első lemez, melyen énekelt Chi Chi Run néven, producer Prince Buster volt. Ekkor Augustus "Gussie" Clarke-kal dolgozott együtt, és a "The Killer" (Horace Andy "Skylarking" számának a feldolgozása) lett első nagyobb sikere. Ezután jelent meg a "S-90 Skank", amelyben egy motor pörög fel a stúdióban, Keith Hudson  Imbidmts kiadójánál, amelyben a producer "We Will Work It Out" című számát dolgozza fel. Ez volt Big Youth első nagy jamaicai  slágere. A következő két évben  több producerrel is együtt dolgozott köztük Glenmore Brown ("Dubble Attack"), The Abyssinians ("I Pray Thee"/"Dreader than Dread"), Vivian "Yabby You" Jackson ("Yabby Youth"), Bunny Wailer ("Bide"/"Black on Black") és Joe Gibbs ("Medicine Doctor") stúdiójában.
1973-ban jelent meg első saját albuma, a "Screaming Target", Gussie Clarke producernál. Ezt a lemezt máig a műfaj klasszikusának tekintik.

## Lemezek
- Chi Chi Run – Fab 1972 (including just three Big Youth songs)
- Screaming Target – Trojan 1972
- Reggae Phenomenon – Augustus Buchanen 1975
- Dreadlocks Dread – Klick 1975
- Cool Breeze – Ride Like Lightning- The Best of Big Youth 1972-1976
- Natty Cultural Dread – Trojan 1976
- Hit the Road Jack – Trojan 1976
- Reggae Gi Dem Dub – Nicola Delita 1978
- Isiah First Prohphet of Old – Nicola Delita, Caroline Records 1978
- Progress – Nicola Delita 1979
- Rock Holy – Negusa Negast 1980
- Some Great Big Youth – Heartbeat 1981
- Chanting Dread Inna Fine Style – Heartbeat 1982
- Live at Reggae Sunsplash – Genes 1984
- A Luta Continua (The Struggle Continue) – Heartbeat 1986
- Manifestation – Heartbeat 1988
- Jamming in the House of Dread – Danceteria 1990
- Higher Grounds – JR, VP Records 1995
- Save the children – Declic 1995
- Natty Universal Dread 1973-1979 – Blood & Fire 2001